# Vought SB2U Vindicator
Vought SB2U Vindicator là một loại máy bay ném bom bổ nhào trên tàu sân bay của Hoa Kỳ, nó được phát triển cho Hải quân Hoa Kỳ vào thập niên 1930, đây là mẫu máy bay một tầng cánh đầu tiên của loại máy bay ném bom bổ nhào. Vindicator vẫn tiếp tục phục vụ khi chiến tranh thế giới II nổ ra, đặc biệt là trong thời gian diễn ra Trận Midway, đến năm 1943 nó bắt đầu chuyển sang các đơn vị huấn luyện. Hải quân Hoàng gia gọi Vindicator bằng cái tên Chesapeake.

## Biến thể
XSB2U-1
Mẫu thử duy nhất, dùng động cơ 750hp R-1535-78.
SB2U-1
Phiên bản sản xuất đầu tiên, lắp động cơ 825hp R-1535-96, 54 chiếc.
SB2U-2
Giống với SB2U-1 nhưng có vài thay đổi nhỏ, 58 chiếc.
XSB2U-3
Mẫu thử duy nhất, có tầm hoạt động mở rộng, lắp thêm phao nổi, hoán cải từ SB2U-1.
SB2U-3
Giống với SB2U-2 nhưng lắp động cơ 825hp R-1535-102, bọc giáp khoang lái và vũ trang súng 0.5in, 57 chiếc
V-156F-3
Phiên bản xuất khẩu cho Hải quân Pháp, 40 chiếc.
V-156B-1
Phiên bản xuất khẩu giống vớ SB2U-3 và lắp động cơ 750hp R-1535-SB4-G cho Hải quân Hoàng gia Anh. Định danh là Chesapeake Mk.I; 50 chiếc.

## Quốc gia sử dụng

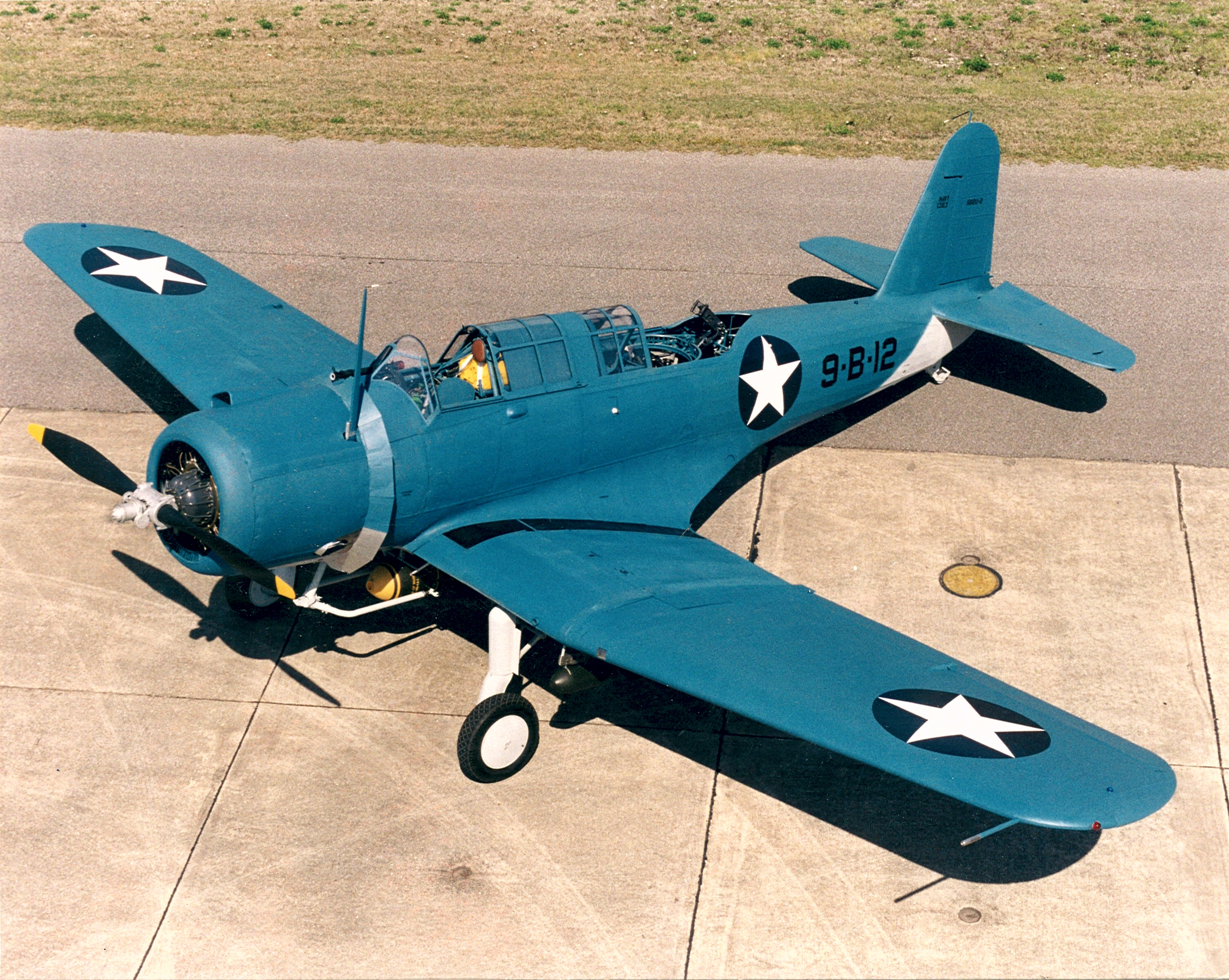
Một chiếc SB2U-2 thuộc phi đội VB-9 tại Bảo tàng Không quân Hải quân Quốc gia

Pháp
- Hải quân Pháp

 Anh Quốc
- Không quân Hải quân Hoàng gia

 Hoa Kỳ
- Hải quân Hoa Kỳ
- Thủy quân Lục chiến Hoa Kỳ

## Tính năng kỹ chiến thuật (SB2U-2)
Đặc điểm tổng quát
- Kíp lái: 2
- Chiều dài: 34 ft 0 in (10,36 m)
- Sải cánh: 42 ft in (12,80 m)
- Chiều cao: 10 ft 3 in (3,12 m)
- Diện tích cánh: 305 ft² (28 m²)
- Trọng lượng rỗng: 4.713 lb (2.138 kg)
- Trọng lượng có tải: 6.379 lb (2.893 kg)
- Trọng lượng cất cánh tối đa: 7.332 lb (3.326 kg)
- Động cơ: 1 × Pratt & Whitney R-1535-96 Twin Wasp Jr, 825 hp (616 kW)

 Hiệu suất bay 
- Vận tốc cực đại: 251 mph (404 km/h)
- Tầm bay: 630 mi (1.014 km)
- Trần bay: 27.500 ft (8.382 m)
- Vận tốc lên cao: 1.340 ft/phút (6,8 m/s)
- Tải trên cánh: 21 lb/ft² (103 kg/m²)
- Công suất/trọng lượng: 0,13 hp/lb (0,21 kW/kg)

Trang bị vũ khí

- Súng: 

Vought SB2U-1 Vindicator

  - 1 × súng máy M1919 Browning 0.30 in (7.62 mm)
  - 1 × súng máy.30 in (7.62 mm)
- Bom: 1 quả ngư lôi 1.000 lb (454 kg) hoặc 500 lb (227 kg) bom